# Zwezda (obwód Burgas)
Zwezda (bułg. Звезда) – wieś w Bułgarii, w obwodzie Burgas, w gminie Ruen. W 2023 roku pozostawała niezamieszkana.